# David Gazarov
David Gazarov (Baku, 19. svibnja 1965.), je njemački klasični, jazz i crossover glazbenik i skladatelj.

## Životopis
Klavir je počeo svirati s četiri godine, a na njega je, uz klasičnu utjecala i američka jazz glazba (njegov otac bio je jazz glazbenik). Studira glazbu u Bakuu i Moskvi. Za vrijeme studija na raznim glazbenim natjecanjima osvaja nagrade. 1991. u Njemačkoj snima prvu ploču i seli se u München. Na koncertima nastupa kao solist i u sklopu različitih glazbenih sastava. U suradnji s raznim skladateljima, glazbenicima i orkestrima ostvaruje crossover glazbene projekte. Nastupao je i u Hrvatskoj.

## Diskografija
- Meeting on Hvar (1992.)
- On Common Ground (1992.)
- Anima (Blue in Green) (1993.)
- Autumnal Giant Steps (1995.)
- Gershwin meets Renaissance/Rhapsody in Blue (1998.)
- Blue Rondo (1999.)
- Lush Life (2000.)
- Black Vision (2000.)
- Mad Clown's Dream (2001.)
- Jazz Christmas (2002.)
- Chopin Lounge (2010.)
- Bachology (2015)